# Богдан Богданович (баскетболіст)
Богдан Богданович (серб. Богдан Богдановић, нар. 18 серпня 1992) — сербський баскетболіст, срібний призер Олімпійських ігор 2016 року.

## Виступи на Олімпіадах
| Олімпіада           | Дисципліна | Місце |
| ------------------- | ---------- | ----- |
| Ріо-де-Жанейро 2016 | баскетбол  | 2     |